# Montifringilla
Montifringilla är ett fågelsläkte i familjen sparvfinkar inom ordningen tättingar: Släktet omfattar här tre arter som förekommer i bergstrakter från Pyrenéerna till Nepal och Tibet:
- Snöfink (M. nivalis)
- Tibetsnöfink (M. henrici)
- Svartvingad snöfink (M. adamsi)

Tidvis har även arterna i släktena Pyrgilauda och Onychostruthus inkluderats i Montifringilla.